# Église de Karunki
L’église de Karunki (finnois : Karungin kirkko) est une église luthérienne située à Tornio en Finlande.

## Description
L'église en bois conçue par Anton Wilhelm Arppe  est construite de 1815 à 1817.
Le retable, peint en 1827 par Johan Gustav Hedman, représente Jésus sur sa croix.